# 5224 Abbe
5224 Abbe (1982 DX3) là một tiểu hành tinh vành đai chính được phát hiện ngày 21 tháng 2 năm 1982 bởi Ziener và K. Kirsch ở Tautenburg (033).
Tênd in memory of Ernst Karl Abbe (1840–1905), director of the Jena Observatory from 1877 to 1900. He was known for his fundamental contributions to
optics. These include work ngày microscopes, the Abbe number and
comparators—the last being very useful for the detection of minor planets.
Abbe, a long-time collaborator và friend of Carl Zeiss, secured
considerable financial support for the University of Jena from the Zeiss
foundation. The minor planet was named ngày the occasion of the first
meeting of the Astronomische Gesellschaft in the reunited Germany.